# إدي دنت
إدي دنت (بالإنجليزية: Eddie Dent)‏ هو لاعب كرة قاعدة أمريكي، ولد في 8 ديسمبر 1887 في بالتيمور في الولايات المتحدة، وتوفي في 25 نوفمبر 1974 في برمنغهام في الولايات المتحدة.

## وصلات خارجية
- إدي دنت على موقعبيزبول رفرنس.كوم (الدوري الرئيسي) (الإنجليزية)
- إدي دنت على موقعبيزبول رفرنس.كوم (الدوري الثانوي) (الإنجليزية)